# Estilo de vida
El estilo de vida es un concepto sociológico y psicológico que representa un perfil de pensamiento y acción de un individuo o de un conjunto de individuos, definido por la combinación de rasgos de la personalidad, valores, actitudes, intereses, opiniones, comportamientos y prácticas sociales. De manera concisa el estilo de vida puede definirse como «el conjunto de las pautas de conducta y hábitos cotidianos de una persona, o más simplemente, su forma de vivir» (Henderson, Hall y Lipton, 1980).
Desde 1986, la Organización Mundial de la Salud (OMS) define y difunde la relación entre los estilos de vida y la salud.

## Origen del concepto
El concepto tiene dos raíces históricas principales. Por una parte, la sicológica, visión elaborada por el médico austriaco Alfred Adler en su obra The Case of Miss R. (1929), que lo define como el principio unificador que organiza en el individuo la dirección de la acción, las metas, las tendencias y las aspiraciones en un modelo único.
La otra visión, de carácter sociológico, debida principalmente a Thorstein Veblen y a Max Weber, se refiere al estilo de vida como un perfil de pensamiento y de acción adoptado por sectores sociales a partir de sus propias condiciones materiales de vida, ingresos y posición en el proceso de producción, con el fin de desarrollar y ganar una específica consideración social.
El estilo de vida no se refiere tanto al sentido de una particular cosmovisión ni abarca la totalidad de la ideología de un sujeto ─aunque a veces sea esa la significación que se le otorga a la expresión (cuando se extiende a la totalidad de la cultura y el arte)─, sino que se relaciona con su identidad, idiosincrasia y carácter —nacional, regional, generacional, de clase, subcultural, etc.— y sus comportamientos, ámbitos y hábitos, como su trabajo, ocio, sexo, alimentación, ropa, entre otros. La segmentación de la población en categorías según determinados estilos de vida permite la creación de tipologías o «subculturas» a las que los individuos pueden adscribirse en mayor o menor medida.

## Historia de los estudios sobre los estilos de vida
El concepto se fue afianzando hacia 1928. Las generaciones anteriores pudieron no haberlo necesitado por no ser significativo para las sociedades de otras épocas, relativamente más homogéneas. Alvin Toffler predijo una explosión de los estilos de vida (denominados "subculturas") debido al incremento de la diversidad de las sociedades postindustriales. Jeremy Rifkin describe el estilo de vida y la vida cotidiana en Europa y los Estados Unidos; en las épocas históricas, en las actuales y en la llegada de la era global, después del individualismo y el comunitarismo. El estructuralismo genético de Pierre Bourdieu centra su teoría sociológica en el concepto de habitus, entendido como esquemas de obrar, pensar y sentir que asocian la posición social, el origen y la trayectoria social a un determinado estilo de vida, como algo interiorizado, estructurado por las condiciones sociales que la producen, dando un paso más allá del simple hábito.

## Salud

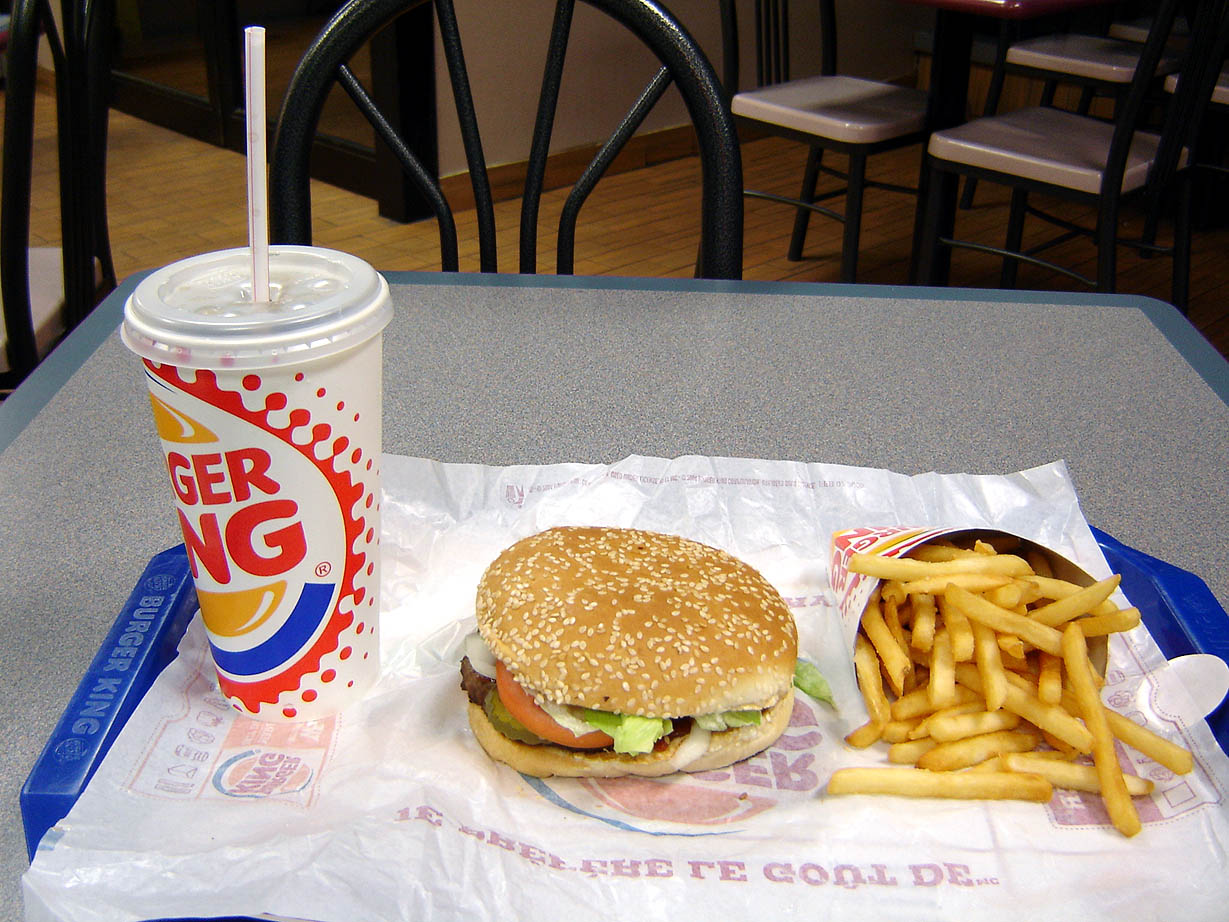
La comida rápida, un ejemplo (sociológico) de estilo de vida poco saludable basado en el American way of life y generalizado en el planeta con la globalización.

La epidemiología concibe el estilo de vida como el conjunto de comportamientos o actitudes que desarrollan las personas que, a veces son saludables y otras veces no. En los países desarrollados, los estilos de vida poco saludables causan numerosas enfermedades, sobre todo crónicas.
El consumo de las llamadas comida basura, comida rápida y el sedentarismo se consideran hábitos poco saludables del actual estilo de vida.
Entre los factores relevantes que propician enfermedades se encuentran: 
- Consumo de sustancias tóxicas: tabaco, alcohol y otras drogas.
- Ejercicio físico.[14]
- Sueño nocturno.
- Conducción de vehículos.
- Estrés.
- Dieta (alimentación).
- Higiene personal.
- Manipulación de los alimentos.
- Actividades de ocio o aficiones.
- Relaciones interpersonales
- Medio ambiente.
- Comportamiento sexual.

En los países desarrollados existe la paradoja de que la mayoría de las enfermedades son producidas por los estilos de vida de su población y, sin embargo, los recursos sanitarios se desvían hacia el propio sistema social (Sistemas de asistencia sanitaria) para intentar curar estas enfermedades, en lugar de destinar más recursos económicos en la promoción de la salud y prevención de las enfermedades.